# Giải bóng đá Hạng Nhì Quốc gia 2014 (kết quả chi tiết)
Dưới đây là kết quả các trận đấu tại Giải bóng đá hạng nhì quốc gia 2014.

## Vòng bảng
| Màu sắc dùng trong bảng             |
| ----------------------------------- |
| Đội giành quyền vào Vòng chung kết  |
| Đội đứng thứ nhì vào Vòng chung kết |

### Bảng A
| XH | Đội bóng         | Trận | T | H | B | Điểm | BT | BB | HS | TV | TĐ |
| -- | ---------------- | ---- | - | - | - | ---- | -- | -- | -- | -- | -- |
| 1  | Nam Định         | 4    | 3 | 1 | 0 | 10   | 5  | 1  | 4  | 8  | 0  |
| 2  | Công An Nhân dân | 4    | 1 | 1 | 2 | 4    | 3  | 3  | 0  | 6  | 0  |
| 3  | Viettel          | 4    | 1 | 0 | 3 | 3    | 1  | 5  | -4 | 4  | 1  |

|  | v |  |
|  | - |  |
|  |   |  |

|  | v |  |
|  | - |  |
|  |   |  |

|  | v |  |
|  | - |  |
|  |   |  |

|  | v |  |
|  | - |  |
|  |   |  |

|  | v |  |
|  | - |  |
|  |   |  |

|  | v |  |
|  | - |  |
|  |   |  |

### Bảng B
| XH | Đội bóng   | Trận | T | H | B | Điểm | BT | BB | HS | TV | TĐ |
| -- | ---------- | ---- | - | - | - | ---- | -- | -- | -- | -- | -- |
| 1  | Phú Yên    | 6    | 3 | 1 | 2 | 10   | 10 | 8  | 2  | 10 | 0  |
| 2  | Kon Tum    | 6    | 2 | 3 | 1 | 9    | 8  | 7  | 1  | 10 | 0  |
| 3  | Bình Thuận | 6    | 1 | 3 | 2 | 6    | 5  | 6  | -1 | 6  | 0  |
| 4  | Lâm Đồng   | 6    | 0 | 5 | 1 | 5    | 6  | 7  | -1 | 6  | 1  |

|  | v |  |
|  | - |  |
|  |   |  |

|  | v |  |
|  | - |  |
|  |   |  |

|  | v |  |
|  | - |  |
|  |   |  |

|  | v |  |
|  | - |  |
|  |   |  |

|  | v |  |
|  | - |  |
|  |   |  |

|  | v |  |
|  | - |  |
|  |   |  |

|  | v |  |
|  | - |  |
|  |   |  |

|  | v |  |
|  | - |  |
|  |   |  |

|  | v |  |
|  | - |  |
|  |   |  |

|  | v |  |
|  | - |  |
|  |   |  |

|  | v |  |
|  | - |  |
|  |   |  |

|  | v |  |
|  | - |  |
|  |   |  |

### Bảng C
| XH | Đội bóng           | Trận | T | H | B | Điểm | BT | BB | HS | TV | TĐ |
| -- | ------------------ | ---- | - | - | - | ---- | -- | -- | -- | -- | -- |
| 1  | Bình Phước         | 6    | 2 | 4 | 0 | 10   | 11 | 3  | 8  | 10 | 0  |
| 2  | Long An            | 6    | 3 | 1 | 2 | 10   | 6  | 7  | -1 | 7  | 2  |
| 3  | Trẻ Đồng Nai       | 6    | 2 | 1 | 3 | 7    | 7  | 10 | -3 | 13 | 0  |
| 4  | Thanh Niên Sài Gòn | 6    | 1 | 2 | 3 | 5    | 3  | 7  | -4 | 9  | 0  |

|  | v |  |
|  | - |  |
|  |   |  |

|  | v |  |
|  | - |  |
|  |   |  |

|  | v |  |
|  | - |  |
|  |   |  |

|  | v |  |
|  | - |  |
|  |   |  |

|  | v |  |
|  | - |  |
|  |   |  |

|  | v |  |
|  | - |  |
|  |   |  |

|  | v |  |
|  | - |  |
|  |   |  |

|  | v |  |
|  | - |  |
|  |   |  |

|  | v |  |
|  | - |  |
|  |   |  |

|  | v |  |
|  | - |  |
|  |   |  |

|  | v |  |
|  | - |  |
|  |   |  |

|  | v |  |
|  | - |  |
|  |   |  |

### Bảng D
| XH | Đội bóng   | Trận | T | H | B | Điểm | BT | BB | HS  | TV | TĐ |
| -- | ---------- | ---- | - | - | - | ---- | -- | -- | --- | -- | -- |
| 1  | Tiền Giang | 6    | 5 | 0 | 1 | 15   | 15 | 4  | 11  | 9  | 0  |
| 2  | Vĩnh Long  | 6    | 4 | 0 | 2 | 12   | 10 | 7  | 3   | 2  | 0  |
| 3  | Cà Mau     | 6    | 3 | 0 | 3 | 9    | 9  | 10 | -1  | 17 | 3  |
| 4  | Bến Tre    | 6    | 0 | 0 | 6 | 0    | 3  | 16 | -14 | 8  | 0  |

|  | v |  |
|  | - |  |
|  |   |  |

|  | v |  |
|  | - |  |
|  |   |  |

|  | v |  |
|  | - |  |
|  |   |  |

|  | v |  |
|  | - |  |
|  |   |  |

|  | v |  |
|  | - |  |
|  |   |  |

|  | v |  |
|  | - |  |
|  |   |  |

|  | v |  |
|  | - |  |
|  |   |  |

|  | v |  |
|  | - |  |
|  |   |  |

|  | v |  |
|  | - |  |
|  |   |  |

|  | v |  |
|  | - |  |
|  |   |  |

|  | v |  |
|  | - |  |
|  |   |  |

|  | v |  |
|  | - |  |
|  |   |  |

## Vòng chung kết
Vòng chung kết giải hạng Nhì QG được xác định các cặp đấu như sau: 
- Ngày 17/5: Nam Định (nhất bảng A) gặp Vĩnh Long (Nhì bảng D), Phú Yên (Nhất bảng B) gặp Long An (Nhì bảng C)
- Ngày 19/5: Bình Phước (Nhất bảng C) gặp Kon Tum (Nhì bảng B); Tiền Giang (Nhất bảng D) gặp Công an Nhân dân (Nhì bảng A).[1][2][3]

| Nam Định                                                 | 4 - 0 | Vĩnh Long                                            |
| -------------------------------------------------------- | ----- | ---------------------------------------------------- |
| Vũ Thế Vương (11) 22' 65' · Nguyễn Hữu Khôi (14) 45' 52' |       | Nguyễn Thanh Long (21) 69' · Nguyên Hữu Phúc (6) 76' |

| Phú Yên                                            | 2 - 0 | Long An |
| -------------------------------------------------- | ----- | ------- |
| Châu Ngọc Quang(17) 3' · Nguyễn Thành Đồng (9) 81' |       |         |

| Bình Phước                                                                                      | 4 - 0 | Kon Tum |
| ----------------------------------------------------------------------------------------------- | ----- | ------- |
| Bùi Minh Hiệp (18) 33' · Ngô Viết Phú (5) 51' · Bùi Minh Hiệp (18) 67' · Võ Công Thành (10) 68' |       |         |

| Tiền Giang                | 1 - 1 (3-4, pen.) | Công An Nhân dân                                      |
| ------------------------- | ----------------- | ----------------------------------------------------- |
| Dương Minh Thắng (14) 63' |                   | Trần Đình Bảo (19) 87' · Nguyễn Hữu Sơn (9) 37' 90+2' |

## Kết quả chung cuộc
- Vô địch: Nam Định, Phú Yên, Bình Phước, Công an Nhân dân (lên Hạng Nhất).
- Á quân: Vĩnh Long, Long An, Kon Tum, Tiền Giang.